# 男は度胸
『男は度胸』（おとこはどきょう）は、1970年10月9日から1971年10月1日までNHKで放送された徳川吉宗の生涯を描いた浜畑賢吉主演の時代劇である。原作は柴田錬三郎著の「徳川太平記」。

## あらすじ
少年時代の吉宗が将軍綱吉との対面を果たすべく江戸へ出てくるころから物語が進む。
主に将軍暗殺計画、江島生島事件、忠臣蔵事件、天一坊事件の様な数回に亘って一つのエピソードが入っている。

## スタッフ
- 原作：柴田錬三郎「徳川太平記」
- 脚本：小野田勇
- 演出：清水満
- 語り：竹内三郎
- 音楽：冨田勲

## 配役
- 徳川吉宗：浜畑賢吉
- 山内伊賀亮：寺田農
- 多藻：三田佳子
- 嘉吉：笑福亭仁鶴 (3代目)
- 大岡忠相：米倉斉加年
- 加納政直：笠智衆
- 謎の坊主：小松方正
- 土子番作：寺尾聰
- 徳川綱吉：中村伸郎
- 柳沢吉保：二谷英明
- 柳沢吉里：柴田侊彦
- 桂昌院：夏川静枝
- 天英院：東郷晴子
- お紺（本徳院）：今陽子
- 飯塚染子：藤田みどり
- 紀伊国屋文左衛門：森繁久弥
- 文左衛門妻：中村メイコ
- 小猿七之助：三木のり平
- 浅野長矩：片岡孝夫（現・片岡仁左衛門 (15代目)）
- 大石内蔵助：中村翫右衛門
- 大石主税：河村稔
- 堀部安兵衛：中尾彬
- 高田郡兵衛：高橋長英
- 倉橋伝助：江角英明
- 寺坂吉右衛門：鈴木泰明
- 食いしん坊の侍：加東大介
- 井伊直該：河野秋武
- 間部詮房：根上淳
- 水野忠之：渡辺文雄
- 井上正岑：真木恭介
- 土屋政直：川久保潔
- 土屋主水正：天知茂
- 稲生正武：生井健夫
- 徳川吉通：中村孝雄
- 徳川継友：あおい輝彦
- 徳川光貞：坂東三津五郎 (8代目)
- 徳川綱教：林成年
- 鶴姫：津川千緒
- 成瀬正幸：久米明
- 青木昆陽：三上左京
- 雲霧仁左衛門：フランキー堺
- 天一坊：山辺孝司→志垣太郎
- 絵島：岡田茉莉子
- 生島新五郎：中村扇雀（現・坂田藤十郎 (4代目)）
- 奥山交竹院：菅井一郎
- 宮路：木村俊恵
- 英一蝶：松村達雄
- 清閑寺中納言：細川俊夫
- 淀屋辰五郎：中村鴈治郎 (2代目)
- 山村長太夫：野口元夫
- 池田大助：井上博一
- 直助権兵衛：小林寛
- 赤川大膳：安部徹
- 藤井左京：戸浦六宏
- 常楽院天忠：大滝秀治

- その他：犬塚弘、新藤恵美、梓英子、伴淳三郎、吉沢京子、波野久里子（現・波乃久里子）、沢村貞子、小沢栄太郎、野川由美子、下川辰平、玉川伊佐男、進藤英太郎、信欣三、吉田義夫、内田稔、蜷川幸雄、和崎俊哉、高坂真琴、内田朝雄、堀勝之祐、赤木春恵、小川真司、佐々木孝丸、外山高士、天草四郎、加藤和夫、菅井きん、江波多寛児（現・江幡高志）、樫山文枝、丹羽又三郎、林邦史朗、鈴木瑞穂、市川銀之助（現・市川團蔵 (9代目)）、高松英郎、北竜二、梶芽衣子、丹阿弥谷津子、森光子、浜田晃、鳳八千代、村松英子、清水将夫、遠藤征慈、三崎千恵子、加藤武、井上清子、小林のり一、永野裕紀子、玄哉 など

## 映像の保存状況
NHKアーカイブスでは、第1回放送分のみモノクロで所蔵されていることが明らかにされている。これは主演の浜畑が保存していたもの。
2017年、番組を担当していたプロデューサーの家族からカラー映像で録画された最終回のベータテープが提供された。